# Notochodaeus interruptus
Notochodaeus interruptus es una especie de coleóptero de la familia Ochodaeidae.

## Distribución geográfica
Habita en Japón.